# روبرت إيمونز
روبرت إيمونز (بالإنجليزية: Robert A. Emmons)‏ (مواليد 12 يناير 1958) عالم نفس أمريكي بجامعة كاليفورنيا (دافيس)، ورئيس تحرير مجلة «علم النفس الإيجابي»، وأحد أبرز العلماء الباحثين في مجال الشكر والامتنان، وعلم نفس الشخصية، وعلم النفس العاطفي، وعلم نفس الأديان.